# Julia Ford
Pour les articles homonymes, voir Ford.
Julia Ford est une skieuse alpine américaine, née le 30 mars 1990.

## Biographie
Elle débute en Coupe du monde en novembre 2009 à Aspen. Elle marque ses premiers points en janvier 2012 à la descente de Bad Kleinkirchheim (22e).
En 2012, elle remporte le classement général de la Coupe nord-américaine de ski alpin.
Aux Jeux olympiques d'hiver de 2014, elle est 24e du slalom.
Elle détient trois titres de championne des États-Unis en descente en 2011, 2012 et 2015.

## Palmarès

### Jeux olympiques
| Édition / Épreuve | Slalom |
| ----------------- | ------ |
| JO 2014 Sotchi    | 24e    |

### Coupe du monde
- Meilleur classement général : 106e en 2012.
- Meilleur résultat : 21e.

| Année/Classement | Général | Général | Descente | Descente | Slalom | Slalom | Slalom géant | Slalom géant | Super G | Super G | Combiné | Combiné |
| Année/Classement | Class.  | Points  | Class.   | Points   | Class. | Points | Class.       | Points       | Class.  | Points  | Class.  | Points  |
| ---------------- | ------- | ------- | -------- | -------- | ------ | ------ | ------------ | ------------ | ------- | ------- | ------- | ------- |
| 2012             | 106e    | 9       | 43e      | 9        | -      | -      | -            | -            | -       | 2       | -       | -       |
| 2014             | 108e    | 10      | 46e      | 10       | -      | -      | -            | -            | -       | -       | -       | -       |

### Coupe nord-américaine
- Gagnante du classement général en 2012
- 2e du classement général en 2009, 2010 et 2011.
- Gagnante du classement du combiné en 2009, 2010 et 2011.
- Gagnante du classement de descente en 2011, 2012 et 2015.
- Gagnante du classement de super G en 2011.
- 10 victoires.

### Championnats des États-Unis
- Championne de descente en 2011, 2012 et 2015.